# Piper PA-46 Malibu
El Piper PA-46 Malibu y Matrix es una familia de aviones ligeros estadounidenses fabricados por Piper Aircraft en Vero Beach (Florida, EE. UU.). El avión está propulsado por un solo motor y tiene capacidad para un piloto y 5 pasajeros. Los Malibus tempranos tenían motores de pistón, pero también está disponible una versión de turbohélice, introducida como Malibu Meridian pero ahora llamada M500. Actualmente, Piper ofrece el M350, M500 y M600 en la familia PA-46.
El PA-46 es el tercer avión de pistón de un solo motor con una cabina presurizada en llegar al mercado, después del Mooney M22 y el Cessna P210 Centurion, y el único que aún está en producción.

## Variantes

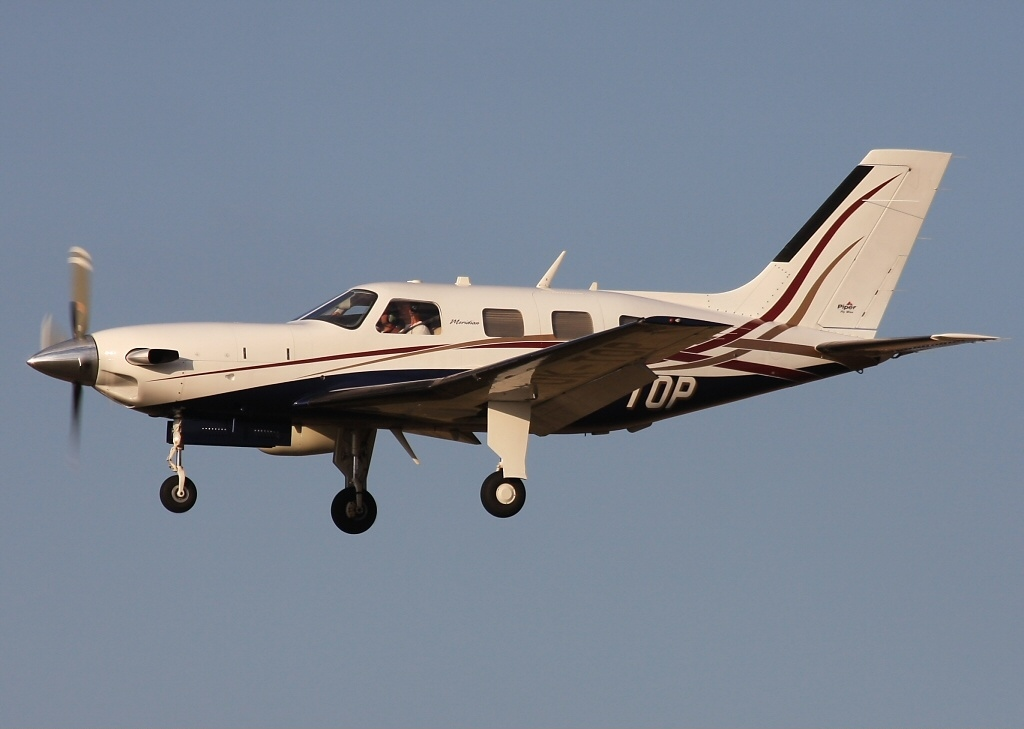
PA-46-500TP Malibu.

## Especificaciones

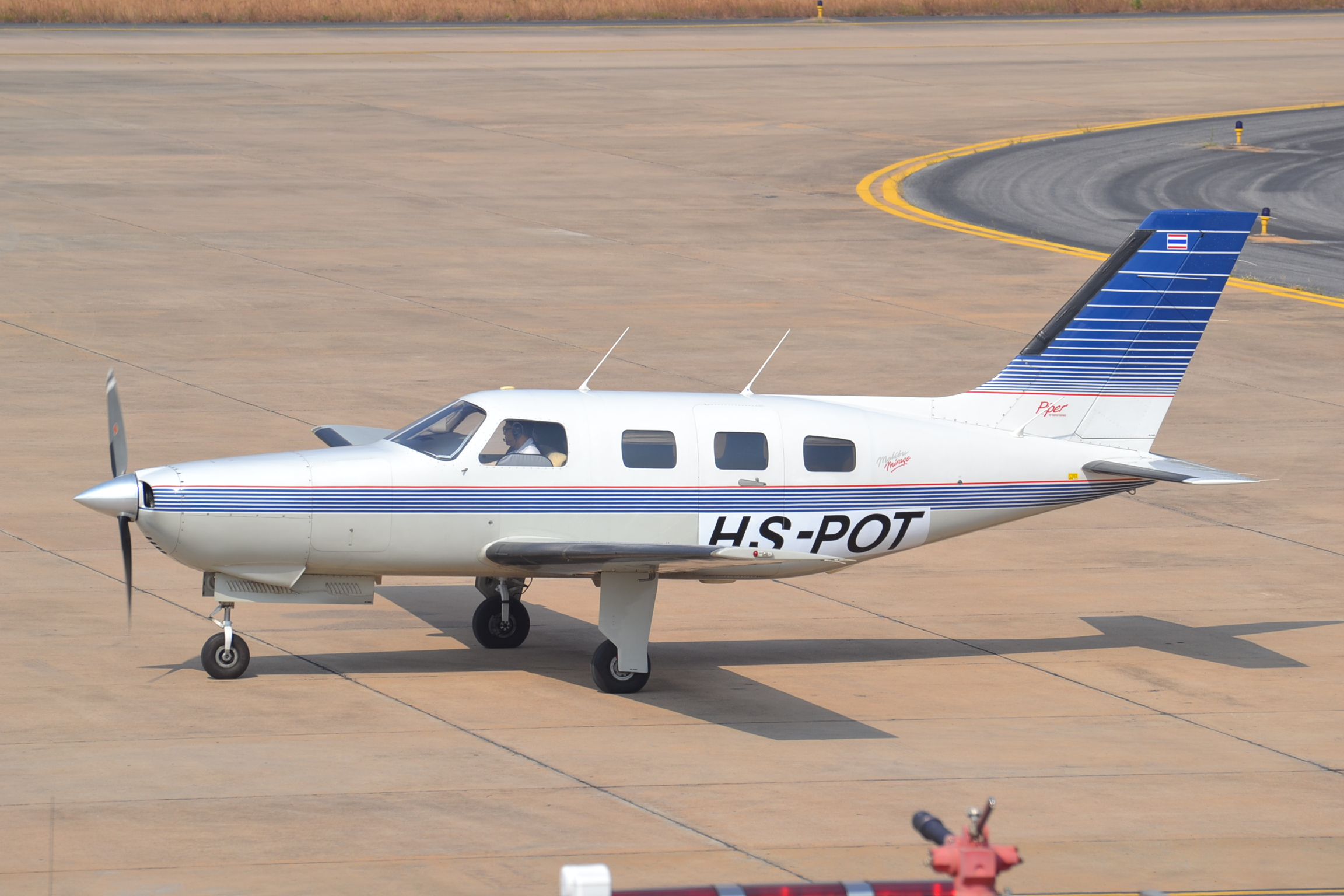
Piper PA-46 Malibu en Tailandia, en 2013.

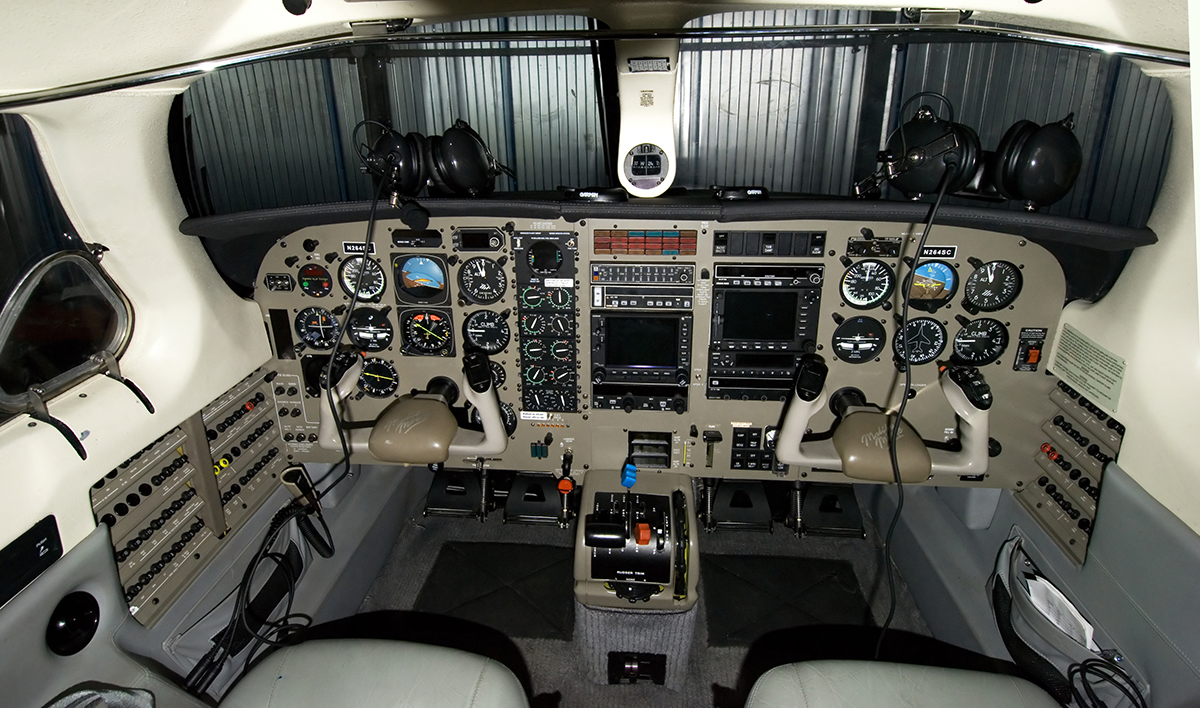
Cabina de un PA-46-350P Malibu Mirage.

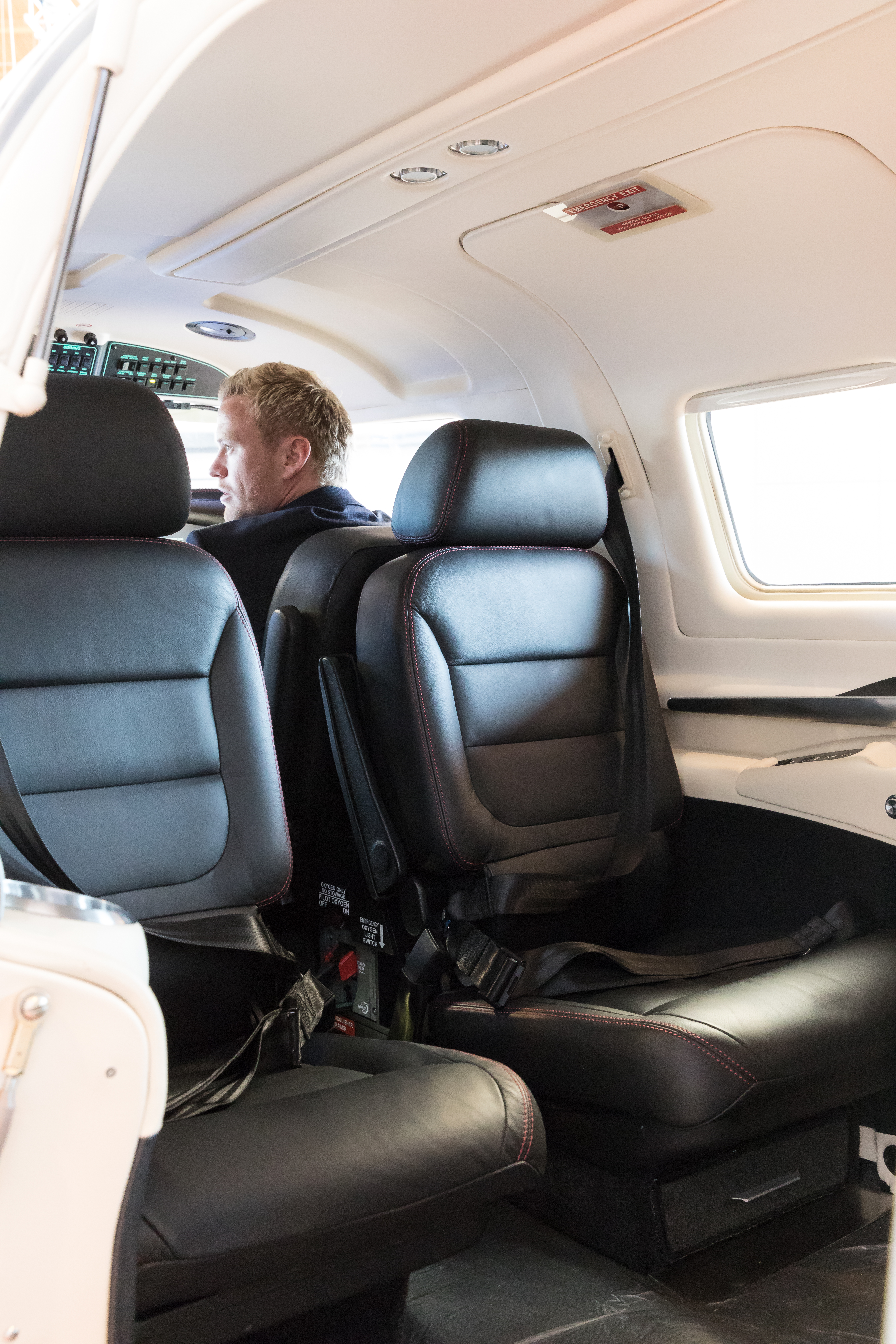
Cabina M350

Referencia datos: Correspondientes al PA-46-350P Malibu Mirage

### Características generales
- Tripulación: 1
- Capacidad: 5
- Longitud: 8,8 m (28,9 ft)
- Envergadura: 13,1 m (43 ft)
- Altura: 3,4 m (11,3 ft)
- Superficie alar: 16,3 m² (175 ft²)
- Peso cargado: 1416 kg (3120,9 lb)
- Peso máximo al despegue: 1968 kg (4337,5 lb)
- Planta motriz: 1×  Textron Lycoming TIO-540-AE2A.
  - Potencia: 261 kW (360 HP; 355 CV)
- Hélices: cuatripala

### Rendimiento
- Velocidad máxima operativa (Vno): 407 km/h (253 MPH; 220 kt)
- Velocidad crucero (Vc): 394 km/h (245 MPH; 213 kt)
- Velocidad de entrada en pérdida (Vs): 108 km/h (67 MPH; 58 kt)
- Alcance: 1,484 nm / 2,668 km
- Radio de acción: km
- Alcance en combate: km
- Techo de vuelo: 7620 m (25 000 ft)
- Régimen de ascenso: 6,2 m/s (1220 ft/min)
- Carga alar: 121,1 kg/m² (24,8 lb/ft²)